# 北原久子
北原 久子（きたはら ひさこ）は、グラミー受賞アーティストのスキップ・マーティンの日本アジアのマネジャー。株式会社 サウンドサクセスジャパン 代表取締役。

## 来歴
貿易関連の外資系企業管理職を3.11をきっかけに退職し、その後、2012年-2016年に沖縄を拠点にし、社会貢献活動を開始。六本木飯倉片町でヒップホップクラブ クレオ経営、結婚相談所ハッピーリング経営、ラジオパーソナリティー、パブリックスピーカーなどの経歴がある。
2016年に、ソロとして初来日となるスキップ・マーティンを招聘し、"スキップ・マーティン フレンドシップツアーin Japan”を3年間にわたり日本各地でプロデュースした。アーティスト来日時には、仙台・熊本の被災地への訪問などのチャリティーライブ、保育園・小中高学校などの教育機関、老人ホームへの訪問など、アーティストのパフォーマンス披露と交流を用いて社会奉仕活動を行っている。
2013年から2017年まで、沖縄に移住。FMよみたんの１時間生放送「はっぴーりんぐ」(毎週日曜日午後３時〜午後3:56) のパーソナリティーを4年間務め、沖縄との縁が深いことから、スキップ・マーティンを沖縄での教育機関への訪問、13回の来沖でのフレンドシップツアーを経て、マネジメントをしているスキップ・マーティンが2019年4月沖縄県から"沖縄美ら海大使"に任命され、その活動がRBCイブニングニュースでドキュメンタリー放送される や、各新聞社からの取材を受ける。2017年4月には静岡県掛川市の市職員と懇意だった縁で (静岡新聞記事(2017年4月)から抜粋）、同アーティストを"輝くかけがわ応援大使”に任命された。
2017年アストン・マーティン大阪ショールームでASTON MARTIN VANQUISH S新モデルお披露目とのコラボレーションライブイベントをマネジメント・プロデュースとして参加。
2018年大晦日、カウントダウン at アマン東京のメインゲストとして日本のカウントダウンイベントへのライブアーティストブッキングを行なった。